# 拉丁语名词
拉丁语的名词一般有六个格：主格、呼格、属格、與格、宾格、夺格，少数地理名词还可以有方位格；同時名詞還分成三個性別：陰性、陽性和中性。拉丁语句子的意思几乎完全由名词变格而决定，和语序没有关系。
拉丁语名词有五种变格法，由名词的单数属格词尾决定，有時還會因為該詞的性別而作細分。第一变格法的单数属格词尾是，第二变格法是，第三变格法是，第四变格法是，第五变格法是或。每个变格法也都有自己的特征。第一变格法的名词大部分都是阴性，第二变格法大部分是阳性或中性，第三变格法三种词性都有，第四变格法大部分是阳性，第五变格法大部分是阴性。所有名詞必從某一種變格法，然而也有不規則變格的名詞存在。

## 用途

### 主格
主格表示語句重點及修飾重點的對象。

「奧古斯都曾是羅馬帝國的皇帝」
.
「羅馬城被稱為世界之都」

### 屬格
屬格表示所有者。
 抑或是 
「敵方的陣營」

其他用法則如下。
- 主語的屬格(subjective genitive): 以屬格修飾主語（死 - 動詞轉名詞）、表示名詞之於動詞的關係。

「凱薩之死」（「凱薩死了」=「名詞＋動詞」->「凱薩之死」=「屬格＋名詞」）
- 賓語的屬格(objective genitive): 以屬格修飾主語（支配 - 動詞轉名詞）、表示名詞之於動詞的關係。

「眾神的支配者」（「支配眾神」=「動詞＋受詞」->「眾神的支配者」=「屬格＋名詞」）
- 部分的屬格(partitive genitive): 表示是屬格的一部份。

「高盧的一部份」
- 定義的屬格(genitive of definition): 以屬格定義名詞。

「正義之美德」（眾多美德中正義的部分，而非美德是正義的）
- 描寫性屬格(descriptive genitive): 描寫人事物的性質。

「才華洋溢之人」
- 表價值的屬格(genitive of price): 表示事物的價值。

「他多少錢買的」

下列是和動詞形容詞搭配使用的屬格用法。
- 跟記憶相關的動詞（「忘記」「記得」之類的）。

.
「主已遺忘我」
- , , 等動詞（「擁有」「食用」「必要」）。

「他們期望能獲得高盧全土」
- 「填滿」意思的動詞、「充滿」意思的形容詞。

.
「這個包包充滿梨子」
- 「愧於/以...為恥」「厭倦」意思的動詞。

「我厭倦了這個日常的世界」
- 如「告發」等、法律手續上的動詞。

「他以姦淫罪告發了父親」

### 與格
與格表示間接受詞。

「父親給了兒子書」。

其他用法如下。
- 動詞・形容詞的受詞(verbal regime dative): 用於和與格搭配的「服從」「適合」「相似」等動詞或形容詞。

「哦、奈維亞、我們的愛多麼像太陽！」
- 所有性與格(possessive dative):有時以與格表示所有及歸屬。

.
「凱薩有眾多敵人」
- 目的性與格(purpose dative): 表示行為目的。

.
「並非全體士兵皆為榮光而戰」
- 雙重與格(double dative): 以單一與格同時表示所有性與格及目的性與格。

「戰爭本身對我而言是在乎點」
- 起點性與格(origin dative): 表示起點或觀點。

.
「就國王看來此人良好」
- 行為者的與格: 和動名詞(動詞的被動未来分詞、形)搭配表示動作的行為者。

「這些對我們而言是得做的事」
- 利益性與格(beneficial dative): 表示動作為誰而做。

「我們為希臘人耕種土地」
- 感性的與格(ethical dative):強調與行為有關的人物，感情意味濃厚。

「Celsus能為我做什麼」(「我」對Celsus的行動抱有特殊感情)

### 賓格
賓格表示及物動詞的直接受詞。
.
「西庇阿的軍隊將攻撃敵人」

其他用法如下。
- 程度的賓格(accusative of extent): 表示動作時間長度。

「300年來，羅馬人支配了整個地中海」
- 方向的賓格(accusative of direction): 表示動作方向。通常和前置詞  (進入某場所) 或  (去向某場所)搭配使用、城鎮的名字或小島不用前置詞。

「他返回了羅馬」

「雷加圖斯被派往西班牙」

「士兵們向堡壘進發」
- 作為從屬子句的不定式完成句(in infinitive completive sentences):在從屬子句中，主詞採用賓格，動詞採不定詞。通常出現在“說”和“看起來像”等動詞的從句中。

「我是說、你昨晚來了Markus Leica的家」（由  引導的一種間接說法，其中  以賓格表示主語， 是完成不定式）
- 搭配前置詞(with certain prepositions):[2]

「直布羅陀海峽是西班牙以及非洲間的海的一部份」
- 作為從屬子句的主語或述語(as a predicative clause of the direct clause): 作為賓格搭配使用。

「窮人們認為有錢很幸福」
- 感嘆表現的賓格:

「我好慘啊!」

### 奪格
奪格是拉丁文中應用最廣泛、最靈活的格。 奪格是原始印歐語中可能存在的離格(separative)、具格(instrumental)、地格(locative)合而為一。
- 場所的奪格(place ablative): 動作於何處開始或進行（賓格是動作正在向何處進行）。

.
「哈米爾卡之子、漢尼拔出生於迦太基」
.
「他們自希臘向義大利航行」
- 分離的奪格(separation ablative): 表示物理性分離(或是使之分離)。

.
「西塞羅將敵人阻擋在城外」
- 道具的奪格(instrumental ablative): 表示動作的手段。

.
「Marcus用腳打擾了想睡覺的Cornelia」
- 方法的奪格(manner ablative): 表示動作是如何進行的。

.
「Allobroges族人在River Rhône精心地派駐守衛，並勤勉地保衛著他們的邊境」
- 時間的奪格(time ablative): 表示動作行為的時間。

 [...]
「當時，凱撒及其軍隊身處何地，無人不知[...]」
- 絶対的奪格(absolute ablative):表示動作的行為狀況。

「城淪陷後，埃涅阿斯逃走了」
- 同伴的奪格(accompanying ablative): 加上前置詞(英with)、表達動作是和誰一起的。

.
「Julia和我在和我們的朋友們討論友誼」
- 提取的奪格(separation ablative): 在表達整體中的某些（幾個人）時，表示整體為何，哪個整體和提取的數字。加上介詞（from）。

.
「人們中有百人害怕著死亡而無人期待著寬容」
- 行為者的奪格(agent ablative): 在被動態表示形容者（英語被動句的by），而如果行為者是人，前置詞用 (英 by)。

.
「阿提庫斯被凱西利烏斯收養」
.
「人民被軍隊和貧窮壓迫」
- 比較的奪格(comparison ablative): 比較的事物（英語比較語句than後方詞）以奪格表示。

.
「白銀比黃金便宜，黃金比美德便宜」
- 原因的奪格(cause ablative): 表示動作的原因及理由。

.
「他出於高興開始吶喊」
- 差異程度的奪格(difference degree ablative): 在比較兩個或兩個以上的事物時，表示差異的程度。

.
「女孩比男孩懂事多了」
- 描寫性奪格(description ablative): 類似「描寫性屬格」，表示名詞性質。

.
「大智慧的哲學家」
- 特定的奪格(specification ablative): 說明某事物時、限定談話的重點。

.
「他或許肉身會老、精神永不衰老」
- 價值的奪格(price ablative): 類似「價值的屬格」，表示事物的價值或價格。

.
「安東尼烏斯以金錢為代價賣掉了王冠」

### 呼格
呼格用於稱呼人或事物。在英語中，這個詞沒有詞形變化，而是透過語調和標點的變化來表達。
- "Mary, are you going to the store?" （瑪麗，你要去商店嗎？）
- "Mary!"（瑪麗！）

大多數情況下，呼格與名詞主詞相同，但也有例外。例如，在單數陽性名詞的第二種變格中，字尾  和  分別變成  和 。 （布魯圖斯）變成了 ，（維吉利烏斯）變成了。
不過與祈使動詞一起使用時， 和  可以保持不變。
- ""（過來，布魯圖斯！）
- ""（跟我們講個故事吧，維吉爾！)。

而源自希臘語的男性名字  在第一變格法中變成 （哦，埃涅阿斯！）。
在複數形式中，呼格總是與主格形式相同。

### 方位格
方位格表示動作發生的地點。方位格在早期拉丁語中被廣泛使用，但到了古典拉丁語時期變得很少見，僅存在於城鎮、小島和其他一些詞語的名稱中。
方位格的功能被融入奪格。方位格單數在第一、第二變格法中和屬格同形，在第三變格法中和與格同形。在複數中，第一到五的所有變格法都與奪格同形。而在第四、和第五變格法的地名中，奪格形式也扮演方位格。
但也有少數名詞不用介詞來表示地點，只用方位格。例： → 「戰爭中」、 → 「在家」、 → 「在農村」、 → 「在地上」、 → 「在軍務、戰場上」、 → 「在爐邊」「在中心」。
在古風時期，第三變格法名詞的單數方位格可以和與格及奪格互換，但是到了奧古斯都時期，與格形式的使用就固定下來了。
方位格無法表達一個行為同時在多個地點發生的情境。在語法上，方位格的複數形式只出現在某些特定情況下，這些情況往往涉及（「雅典」，屬於陰性複數主格）這樣的複數專有名詞。這類詞是絕對複數（pluralia tantum），即它們雖然以複數形式出現，但表達的是單一概念。
“他/她/它在家”這個句子可以用方位格表達為「但他們在各自的家裡」是不可能的，得表達為""（ 「他們各自回自己的家去」）。  則是「他們在一間房子裡」（作為家庭、親戚、氏族時，造訪、來客時等）。
此外，形容詞沒有方位格形式。
| 變格法   | 方位格 | 方位格 | 方位格 | 方位格 | 說明                      |
| 變格法   | 單數   | 單數   | 複數   | 複數   | 說明                      |
| -------- | ------ | ------ | ------ | ------ | ------------------------- |
| 第一     |        |        |        |        | 單數同於屬格 複數同於奪格 |
| 第二     |        |        |        |        | 單數同於屬格 複數同於奪格 |
| 第三     |        |        |        |        | 同於與格、奪格            |
| 第四     |        |        |        |        |                           |
| 第五     |        |        |        |        |                           |
| 特殊名詞 |        |        |        |        |                           |

### 語形同化現象
所謂語形同化現象(syncretism)，即幾個格有相同詞尾的現象，是拉丁文常見的現象，典型示例如下：

#### 中性名詞語尾
- 在中性名詞中，主格、賓格和呼格在單數中都相同，複數也是。且在複數形式中這三個格都以 -a 結尾。這種現像是從原始印歐語繼承下來的特徵，詞尾-a也出現在古希臘語中，此外，儘管詞尾不同，德語中中性名詞的主格（第一格）和賓格（第四格）同形（定冠詞 das，不定冠詞 ein 等）也屬於這個血統的一部分。

#### 格語尾
- 所有名詞複數上呼格和主格一致。單數也有大半名詞呼格和主格一致、例外僅有第二變格法以結尾的陽性名詞，以及若干希臘文起源的名詞（如：第一變格法的呼格為）

- 第一、第二・第四變格法的陽性、陰性（外來語除外）、單數屬格和複數主格同形。

- 第一、第五變格法的名詞（外來語除外）、單數屬格和單數與格同形。

- 複數中，與格總是和奪格同形；單數中、第三變格法的I型（純正型中性名詞、形容詞）第四變格法的中性名詞、第二變格法與格和奪格同形。

- 複數中、與格、奪格、方位格總是同形。

- 第四、第五變格法奪格和方位格同形。

## 第一变格法（阴性）
例词：

（单数主格），（单数属格），阴（词性），水

，阴，桅杆

，阴，女人

，阴，语言；舌头

，阴，自然

，阳，诗人

，阴，女孩

第一变格法以为主要字母，而且它们的单数属格词尾都是。几乎所有属于第一变格法的单词都是阴性；几个常见的阳性词都是希臘語引進的，有（农夫）、（客人）、（水手）、（海盗）、（诗人）。
第一变格法的词尾如下：
| 第一变格法 | 主格 | 属格 | 与格 | 宾格 | 夺格 | 呼格 |
| ---------- | ---- | ---- | ---- | ---- | ---- | ---- |
| 单数       |      |      |      |      |      |      |
| 复数       |      |      |      |      |      |      |

在变格的时候，只要换词尾就可以了。以（女孩）为例，第一变格法变格如下：
| 第一变格法 | 主格 | 属格 | 与格 | 宾格 | 夺格 | 呼格 |
| ---------- | ---- | ---- | ---- | ---- | ---- | ---- |
| 单数       |      |      |      |      |      |      |
| 复数       |      |      |      |      |      |      |

## 第二变格法（阳性）
例词：

，阳，农田

，阳，平原

，阳，食物

，阳，剑

，阳，男孩

，阳，奴隶

，阳，男人；丈夫

第二变格法以为主要字母，而且它们的单数属格词尾都是。几乎所有属于第二变格法的单词都是阳性或中性，只有植物和地理名称是阴性。
第二变格法的阳性词尾如下：
| 第二变格法 | 主格 | 属格 | 与格 | 宾格 | 夺格 | 呼格 |
| ---------- | ---- | ---- | ---- | ---- | ---- | ---- |
| 单数       |      |      |      |      |      |      |
| 复数       |      |      |      |      |      |      |

第二变格法比第一变格法稍微有点复杂。第二变格法的阳性单数主格词尾有三种：。它们的变格稍有不同，而不同之处主要在于单数呼格。
以（奴隶）为例，第二变格法以结尾的词变格如下：
| 第二变格法 | 主格 | 属格 | 与格 | 宾格 | 夺格 | 呼格 |
| ---------- | ---- | ---- | ---- | ---- | ---- | ---- |
| 单数       |      |      |      |      |      |      |
| 复数       |      |      |      |      |      |      |

以（儿子）为例，第二变格法以结尾的词变格如下：
| 第二变格法 | 主格 | 属格 | 与格 | 宾格 | 夺格 | 呼格 |
| ---------- | ---- | ---- | ---- | ---- | ---- | ---- |
| 单数       |      |      |      |      |      |      |
| 复数       |      |      |      |      |      |      |

以（男孩）为例，第二变格法以结尾的词变格如下：
| 第二变格法 | 主格 | 属格 | 与格 | 宾格 | 夺格 | 呼格 |
| ---------- | ---- | ---- | ---- | ---- | ---- | ---- |
| 单数       |      |      |      |      |      |      |
| 复数       |      |      |      |      |      |      |

## 第二变格法（中性）
例词：

，中，战争

，中，天空

，中，礼物

，中，危险

，中，王国

第二变格法中性词也以为主要字母，而且它们的单数属格词尾也都是，但它们的别的一些词尾稍有不同。
第二变格法中性词的词尾如下：
| 第二变格法(中) | 主格 | 属格 | 与格 | 宾格 | 夺格 | 呼格 |
| -------------- | ---- | ---- | ---- | ---- | ---- | ---- |
| 单数           |      |      |      |      |      |      |
| 复数           |      |      |      |      |      |      |

以（战争）为例，第二变格法的中性词变格如下：
| 第二变格法(中) | 主格 | 属格 | 与格 | 宾格 | 夺格 | 呼格 |
| -------------- | ---- | ---- | ---- | ---- | ---- | ---- |
| 单数           |      |      |      |      |      |      |
| 复数           |      |      |      |      |      |      |

## 第三变格法（阳/阴）
例词：

，阳/阴，狗

，阳，人

，阳，哥哥；弟弟

，阴，妈妈，母亲

，阳，战士

，阳，爸爸，父亲

，阳/阴，中国人；东方人

，阴，姐姐；妹妹

第三变格法以为主要字母，而且它们的单数属格词尾都是，第三变格法是拉丁语最复杂的变格法。由于第三变格法可以有阳性、阴性、中性三种词性，所以没有固定的单数主格词尾。
第三变格法阳/阴性词的词尾如下：
| 第三变格法(阳/阴) | 主格 | 属格 | 与格 | 宾格 | 夺格 | 呼格             |
| ----------------- | ---- | ---- | ---- | ---- | ---- | ---------------- |
| 单数              | —    |      |      |      |      | (和单数主格一样) |
| 复数              |      |      |      |      |      |                  |

以（父亲）为例，第三变格法的阳/阴性词变格如下：
| 第三变格法(阳/阴) | 主格 | 属格 | 与格 | 宾格 | 夺格 | 呼格 |
| ----------------- | ---- | ---- | ---- | ---- | ---- | ---- |
| 单数              |      |      |      |      |      |      |
| 复数              |      |      |      |      |      |      |

## 第三变格法（中）
例词：

，中，头

，中，歌；诗

，中，身体

，中，河

，中，旅游；路程

，中，时间

第三变格法中性词也以为主要字母，而且它们的单数属格词尾也都是。拉丁语所有的中性词都有一个相同之处。参看前面的第二变格法的中性词结尾，再比较第三变格法的中性词结尾，这个规律应该很容易看出来：任何中性词的主格和宾格总是一样，而且它们的主格复数和宾格复数都以结尾。
第三变格法中性词的词尾如下：
| 第三变格法(中) | 主格 | 属格 | 与格 | 宾格             | 夺格 | 呼格             |
| -------------- | ---- | ---- | ---- | ---------------- | ---- | ---------------- |
| 单数           | —    |      |      | (和单数主格一样) |      | (和单数主格一样) |
| 复数           |      |      |      |                  |      |                  |

以（河）为例，第三变格法的中性词变格如下：
| 第三变格法(中) | 主格 | 属格 | 与格 | 宾格 | 夺格 | 呼格 |
| -------------- | ---- | ---- | ---- | ---- | ---- | ---- |
| 单数           |      |      |      |      |      |      |
| 复数           |      |      |      |      |      |      |

## 第三变格法“”（阳/阴）
例词：

，阴，技术；办法

，阴，鸟

，阳，牙；尖物

，阳，敌人

，阳，火

，阴，夜晚

，阴，城市

第三变格法和第三变位法的是同一个意思：要额外加。阳性和阴性的名词只要在复数属格多加一个就行了。
第三变格法阳/阴性词的词尾如下：
| 第三变格法"i-s"(阳/阴) | 主格 | 属格 | 与格 | 宾格 | 夺格 | 呼格             |
| ---------------------- | ---- | ---- | ---- | ---- | ---- | ---------------- |
| 单数                   | —    |      |      |      |      | (和单数主格一样) |
| 复数                   |      |      |      |      |      |                  |

以（城市）为例，第三变格法的阳/阴性词变格如下：
| 第三变格法"i-s"(阳/阴) | 主格 | 属格 | 与格 | 宾格 | 夺格 | 呼格 |
| ---------------------- | ---- | ---- | ---- | ---- | ---- | ---- |
| 单数                   |      |      |      |      |      |      |
| 复数                   |      |      |      |      |      |      |

## 第三变格法“”（中性）
例词：

，中，动物

，中，例子；模型

，中，海

，中，网

第三变格法的中性词除了单数主格和属格之外，都必须要加。
第三变格法中性词的词尾如下：
| 第三变格法"i-s"(中) | 主格 | 属格 | 与格 | 宾格             | 夺格 | 呼格             |
| ------------------- | ---- | ---- | ---- | ---------------- | ---- | ---------------- |
| 单数                | —    |      |      | (和单数主格一样) |      | (和单数主格一样) |
| 复数                |      |      |      |                  |      |                  |

以（海）为例，第三变格法的中性词变格如下：
| 第三变格法"i-s"(中) | 主格 | 属格 | 与格 | 宾格 | 夺格 | 呼格 |
| ------------------- | ---- | ---- | ---- | ---- | ---- | ---- |
| 单数                |      |      |      |      |      |      |
| 复数                |      |      |      |      |      |      |

## 第四变格法（阳/阴）
例词：

，阳，到来

，阴，家

，阳，部队

，阳，出口

，阴，手

，阳，步伐

，阴，松树

第四变格法以为主要字母，而且它们的单数属格词尾都是。第四变格法的单词很多都是阳性，但也有不少阴性词，比如、植物名称等。
第四变格法的词尾如下：
| 第四变格法 | 主格 | 属格 | 与格 | 宾格 | 夺格 | 呼格 |
| ---------- | ---- | ---- | ---- | ---- | ---- | ---- |
| 单数       |      |      |      |      |      |      |
| 复数       |      |      |      |      |      |      |

以（手）为例，第四变格法变格如下：
| 第四变格法 | 主格 | 属格 | 与格 | 宾格 | 夺格 | 呼格 |
| ---------- | ---- | ---- | ---- | ---- | ---- | ---- |
| 单数       |      |      |      |      |      |      |
| 复数       |      |      |      |      |      |      |

## 第四变格法（中性）
例词：

，中，角

，中，霜；严寒

，中，膝

，中，牧群

，中，烤肉叉

第四变格法中性词的词尾如下：
| 第四变格法(中) | 主格 | 属格 | 与格 | 宾格 | 夺格 | 呼格 |
| -------------- | ---- | ---- | ---- | ---- | ---- | ---- |
| 单数           |      |      |      |      |      |      |
| 复数           |      |      |      |      |      |      |

以（角）为例，第四变格法的中性词变格如下：
| 第四变格法(中) | 主格 | 属格 | 与格 | 宾格 | 夺格 | 呼格 |
| -------------- | ---- | ---- | ---- | ---- | ---- | ---- |
| 单数           |      |      |      |      |      |      |
| 复数           |      |      |      |      |      |      |

## 第五变格法
例词：

，阴，直线

，阳/阴，天，日

，阴，相似；塑像

，阴，信念

，阳，中午

，阴，事物；事件；情况

，阴，希望

第五变格法以为主要字母，而且它们的单数属格词尾都是或。几乎所有属于第五变格法的单词都是阴性，只有（天）和（中午）是阳性。
第五变格法的词尾如下：
| 第五变格法 | 主格 | 属格 | 与格 | 宾格 | 夺格 | 呼格 |
| ---------- | ---- | ---- | ---- | ---- | ---- | ---- |
| 单数       |      |      |      |      |      |      |
| 复数       |      |      |      |      |      |      |

以（天，日）为例，第五變格法以「-iēs」結尾的詞變格如下：
| 第五变格法 | 主格 | 属格 | 与格 | 宾格 | 夺格 | 呼格 |
| ---------- | ---- | ---- | ---- | ---- | ---- | ---- |
| 单数       |      |      |      |      |      |      |
| 复数       |      |      |      |      |      |      |

以（信念）為例，第五變格法以「-ēs」結尾的詞變格如下：
| 第五变格法 | 主格 | 属格 | 与格 | 宾格 | 夺格 | 呼格 |
| ---------- | ---- | ---- | ---- | ---- | ---- | ---- |
| 单数       |      |      |      |      |      |      |
| 复数       |      |      |      |      |      |      |

## 不规则名词变格
拉丁语有一些名词的变格法稍微有点不规则。以下举例一些常见的不规则名词：（不规则的部分用紅色表示）
| 例词             | 词性 | 变格法 | 单数 | 单数 | 单数 | 单数 | 单数 | 单数 | 复数       | 复数       | 复数       | 复数       |
| 例词             | 词性 | 变格法 | 主格 | 呼格 | 属格 | 与格 | 宾格 | 夺格 | 主、呼格   | 属格       | 与、夺格   | 宾格       |
| ---------------- | ---- | ------ | ---- | ---- | ---- | ---- | ---- | ---- | ---------- | ---------- | ---------- | ---------- |
| （女儿）         | 阴   | 一     |      |      |      |      |      |      |            |            |            |            |
| （女神）         | 阴   | 一     |      |      |      |      |      |      |            |            |            |            |
| （神）           | 阳   | 二     |      |      |      |      |      |      |            |            |            |            |
| （力量）         | 阴   | 三     |      |      |      |      |      |      |            |            |            |            |
| （家）           | 阴   | 四/二  |      |      |      |      |      |      |            |            |            |            |
| （朱庇特；木星） | 阳   | 三     |      |      |      |      |      |      | （无复数） | （无复数） | （无复数） | （无复数） |

注：后来被写成，在英文里就逐渐变成了。

## 不完全变化名词
拉丁语的一些名词不能完全变格，叫作“不完全变化名词”。例如（虚无；无价值）只能有单数主格和单数宾格，所以、和所有的复数形式都是不存在的。大部分不完全变化名词都是第三变格法中性，所以它们其实只有一种词形，因为中性词的主格和宾格总是一样的。
以下是一些常见的不完全变化名词：

，中，(神圣的)使命， [单主，单宾]

，中，树胶，树脂， [单主，单宾]

，中，相似，同等， [单主，单宾]

，中，凌晨， [单主，单宾]

，中，罪孽， [单主，单宾]

，中，虚无；无价值 [单主，单宾]

，中，性， [单主，单宾]

## 参看
- 拉丁语语法

1. ↑  . La lengua latina. Ministerio de Educación de España.   [16 July 2009].[]
2. ↑  対格支配の前置詞のリスト。Giralt, Sebastià. . Labyrinthus.   [20 May 2009].
3. ↑  Angelo Altieri Megale. . Puebla (México): Benemérita Universidad Autónoma de Puebla. 1988. ISBN 968-863-084-5.